# Conca (Latina)
Conca è un casale o castello o Borgo fortificato  nell'attuale territorio di Latina, divenuto dal tardo medioevo fino a tutta l'età moderna centro di una delle più vaste tenute dell'Agro Romano e Pontino.
 Disabitato negli anni trenta venne rifondato e ampliato col nome di Borgo Montello e popolato da coloni venetopontini. Oggi col nome di Castello di Conca si indica solamente il piccolo insediamento fortificato primigenio.

## Storia
Il castello di Conca, il Castrum Conchae o Concarum, che Antonio Nibby ritenne fosse sorto nei pressi dell'antica cittadina di Satricum e situato presso l'odierno Borgo Montello, nasce molto probabilmente come domusculta trasformatasi successivamente in castellum o casale fortificato per l'organizzazione, la produzione e la difesa delle terre e di coloro che vi risiedevano. Nel 1116 in una bolla di papa Pasquale II appare appartenente all'abbazia di Grottaferrata i cui monaci incrementarono la lavorazione dei metalli. L'antica chiesa di Conca è dedicata all'Annunziata (S. Maria ab Angelo salutata). 

Ripetutamente concessa in affitto ai Caetani, la tenuta di Conca con i suoi 3214 rubbi pari a circa 5.940 ettari, insieme a quella di Campomorto (con 7.975 ettari) era la più vasta dell'Agro Romano. Tolta alla abbazia di S. Nilo di Grottaferrata da Pio IV nel 1564 venne incamerata dalla Camera Apostolica per essere data poco dopo al Sant'Uffizio che la tenne fino all'unità d'Italia, quando confiscata e messa all'asta fu acquistata dall'affittuario uscente Attilio Mazzoleni, che successivamente acquisì anche parte della tenuta di Campomorto.
 Nel XIX secolo confinava con le tenute di Campomorto e Le Castella e con i territori di Cisterna di Latina e Nettuno.
La tenuta composta per oltre i due terzi da terreni "macchiosi" fu interamente interessata dalle opere di bonifica dell'agro pontino effettuate tra il 1926 e il 1937.

Già appartenente al territorio comunale di Nettuno, nel 1934 venne aggregato al nascente comune di Littoria oggi Latina.